# Podbukovje
Podbukovje – wieś w Słowenii, w gminie Ivančna Gorica. W 2018 roku liczyła 178 mieszkańców.